# Louise Egestorp
Louise Egestorp (født 28. februar 1994) er en tidligere dansk håndboldspiller. Egestorp har mange meritter med det danske ungdomslandshold og fik den personlige hæder af All-Star Goalkeeper ved 2012 Women’s Youth U18 World Championship.
Hun har i mange år spillet i forskellige klubber i den danske Kvindehåndboldliga, ligesom hun også har repræsenteret VfL Oldenburg i den tyske Bundesliga.